# Чемпіонат Польщі з хокею 1928
Чемпіонат Польщі з хокею 1928 — 2-ий чемпіонат Польщі з хокею, чемпіоном став клуб АЗС Варшава (2-ий титул).

## Підсумкова таблиця
| М  | Команда         | І | Ш     | О |
| -- | --------------- | - | ----- | - |
| 1. | АЗС Варшава     | 4 | 36:2  | 8 |
| 2. | «Легія» Варшава | 4 | 11:10 | 5 |
| 3. | ТКС Торунь      | 4 | 5:17  | 4 |
| 4. | Погонь (Львів)  | 4 | 11:8  | 3 |
| 5. | АЗС Вільнюс     | 4 | 3:29  | 0 |